# Попович, Денис
Денис Попович (словен. Denis Popović; род. 15 октября 1989, Целе) — словенский футболист, центральный полузащитник клуба «Целе». Выступал засборную Словении.

## Клубная карьера
Профессиональную карьеру начал в 2009 году клубе «Целе». В 2013 году перешёл в ФК «Копер». В июле 2013 перешёл в клуб греческой суперлиги «Пантракикос» Комотини. С марта 2014 до конца сезона играл за польский клуб «Тыхы», сезон 2014/15 отыграл за «Олимпию» Грудзёндз, до февраля 2017 выступал в составе краковской «Вислы», после чего перешёл в клуб российской премьер-лиги «Оренбург», в составе которого дебютировал 4 марта в матче против тульского «Арсенала» (3:0).
По итогам ноября 2017 года признан лучшим игроком месяца по версии ФНЛ.
В июне 2019 года покинул «Оренбург» и подписал контракт со швейцарским «Цюрихом».
В феврале 2020 года подписал контракт на 2,5 года с самарским клубом «Крылья Советов». Дебют состоялся 2 февраля в рамках товарищеского матча против «Динамо-Брест» (1:1). 30 августа 2020 года покинул клуб. В 2020 и 2021 годах выступал в китайской лиге за «Циндао Хайню», а перед началом сезона 2021/22 перешёл в кипрский клуб «Анортосис», заключив с клубом двухлетнее соглашение.

## Карьера в сборной
Дебют за сборную Словении состоялся 7 июня 2019 года в матче квалификации на чемпионат Европы 2020 года против Австрии (0:1).

## Достижения
- Победитель ФНЛ: 2017/18